# Dream Street (album)
Dream Street – drugi album studyjny amerykańskiej piosenkarki Janet Jackson, wydany 23 października 1984 roku przez wytwórnię muzyczną A&M Records.

## Informacje
Płyta dotarła do 174. miejsca listy Billboard 200. Pierwszy singiel z płyty zatytułowany Don't Stand Another Chance uplasował się w pierwszej dziesiątce listy Hot R&B/Hip-Hop Singles & Tracks. Album został wyprodukowany przez jej brata, Marlona. Jako wokalista wspierający wystąpił Michael Jackson.
Drugim singlem z płyty była piosenka Two to the Power of Love i był to duet z angielskim piosenkarzem Cliffem Richardem. Fast Girls było pierwszym singlem do którego Janet Jackson nakręciła teledysk a stało się to podczas telewizyjnego show Fame w którym Jackson wzięła gościnny udział. Od maja 2007 roku album Dream stret jest dostępny w muzycznym sklepie internetowym iTunes.

## Lista utworów
1. Don't Stand Another Chance – 4:14
2. Two to the Power of Love – 3:06
3. Pretty Boy – 6:32
4. Dream Street – 3:52
5. Communication – 3:12
6. Fast Girls – 3:18
7. Hold Back the Tears – 3:14
8. All My Love to You – 5:44
9. If It Takes All Night – 4:09

Utwory dodatkowe wydane na singlach
- Rock 'N' Roll (strona B singla Don't Stand Another Chance) – 4:10
- French Blue (strona B singla Fast Girls) – 6:22